# 熊本鉄道事業部
熊本鉄道事業部（くまもとてつどうじぎょうぶ）とは、熊本県熊本市西区の熊本駅構内にあった九州旅客鉄道（JR九州）の事業部の一つであり、熊本支社の管轄であった。
阿蘇鉄道事業部の統合以来、熊本支社管内全区間が管轄対象となったこともあり、2022年4月の組織改正で支社本体に機能を統合する形で廃止された。本稿では本事業部廃止以降の熊本支社の現業機関も含めて記載する。

## 歴史
- 1891年（明治24年）4月1日 - 九州鉄道が熊本延伸にさきがけ熊本機関庫を創設[1]。
- 1907年（明治40年）7月1日 - 九州鉄道の国有化により官設鉄道の熊本機関庫となる。
- 1936年（昭和11年）9月1日 - 熊本機関区に改称。
- 1987年（昭和62年）4月1日 - JR九州発足に伴い、当時の国鉄熊本機関区を組織変更してJR九州熊本運転所に名称変更[2]。
- 1992年（平成4年）6月1日 - 人吉鉄道事業部が発足[3]。
- 1999年（平成11年）12月1日 - 熊本鉄道事業部発足[3]。熊本運転所が熊本鉄道事業部の下部組織となり熊本運輸センターに改称。
- 2004年（平成16年）6月1日 - 人吉鉄道事業部と統合[4]。
- 2006年（平成18年）3月18日 - 熊本運輸センターの車両部門を熊本車両センターに分離。
- 2008年（平成20年）4月1日 - 阿蘇鉄道事業部と統合。
- 2012年（平成24年） - 熊本運輸センターと熊本車掌センターを統合し熊本乗務センターに改称。
- 2022年（令和4年）4月1日 - 組織改正により熊本鉄道事業部廃止、支社本体に機能を統合。

## 熊本乗務センター
熊本乗務センター（くまもとじょうむセンター）は、熊本県熊本市西区の熊本駅付近にある、熊本支社管轄の運転士・車掌所属区所であり、元々は同支社熊本鉄道事業部の管轄であった。2012年度のダイヤ改正より熊本運輸センターを熊本車掌センターと統合の上、現在の名称へ変更となった。

## 熊本車両センター
熊本車両センター（くまもとしゃりょうセンター）は、熊本県熊本市西区蓮台寺の熊本駅付近にある、熊本支社管轄の車両基地であり、元々は同支社熊本鉄道事業部の管轄であった。

### 配置車両の車体に記される略号
- 旅客車：「熊クマ」熊本支社を表す「熊」と、熊本の電報略号「クマ」から構成される。
- 機関車：「熊」熊本を意味する「熊」から構成される。

### 所属車両
以下は、2024年4月1日現在の所属車両である。

#### 電車
当センター配置の電車は全車両がワンマン運転に対応している。
- 815系（NT編成）
  - 2両編成15本 (NT001 - 014, 023) の計30両が配置されている[8]。このうち、NT007 - 010の4編成は豊肥本線高速鉄道保有の所有車両であったが、2015年度に九州旅客鉄道へ売却された[8][9]。
  - NT023編成は2024年3月16日付で大分車両センターから転入した[10]。
  - これまで当センター所属だったNT027（元NT015）編成は、2016年3月に大分車両センターへ転属した。
- 817系（VT編成）
  - いずれも2両編成で、500番台4本 (VT501, 512, 516, 520)、1500番台1本 (VT1507) の計5本10両が配置されている[11]。いずれの編成も座席が転換式クロスシートからロングシートに改造された編成である[11]。VT520編成以外は直方車両センターからの転属車（ただし、VT12編成は直方→大分→当センターの順で配置）である。VT520編成は佐世保車両センターからの転属車である。
  - 2017年3月に直方から1000番台1本 (VG112) が転属、VT112となった[12]。2019年3月に佐世保車両センターから0番台1本 (VN21) が転属、VT21となった[13]。
  - 2021年度に0番台4本、1000番台2本がロングシート化され、それぞれ500番台、1500番台となった。
  - 運用区間は815系・817系ともに、鹿児島本線（博多 - 鳥栖 - 熊本 - 八代間）、豊肥本線（熊本 - 肥後大津間）で運用される。運用は815系・817系で分離されていたが、2023年3月18日のダイヤ改正より共通運用となった[8]。
- 821系（UT編成）
  - 3両編成10本 (UT001 - 010) が配置されている[11]。いずれの編成も2022年9月23日のダイヤ改正にあわせて南福岡車両区から転入した[14]。
  - 鹿児島本線（門司港 - 八代間）、福北ゆたか線（黒崎 - 直方 - 博多間）、豊肥本線（熊本 - 肥後大津間）で運用される[11]。熊本地区での運用自体は2021年3月13日のダイヤ改正より設定されている[11]。

#### 気動車
当センターに配置されている気動車の中で、キハ40系・キハ185系の全車両とキハ200系の一部は機関換装施工済み車両である。また、キハ183系を除く各系列（形式）車は全車両ワンマン運転に対応している。
- キハ185系
  - 臨時の観光特急「A列車で行こう」の専用車であるキハ185形2両 (4, 1012)が配置されている[15]。
  - 三角線（あまくさみすみ線。全線）[16]で限定運用されている。
  - かつては「九州横断特急」→「阿蘇ゆるっと博」号で運用されていた。
- キハ183系
  - 臨時の観光特急「あそぼーい!」の専用車であるキハ183形2両 (1001, 1002) と、キハ182形2両 (1001, 1002) のいずれも1000番台車の計4両が配置されている[15]。4両で1編成を組む。
  - 豊肥本線（阿蘇高原線）の熊本 - 宮地間の特急あそぼーいで限定運用されている。
  - 元々はJR発足直後の1988年に「オランダ村特急」として生産された車両で、その後「ゆふいんの森II世」→「シーボルト」→「ゆふDX」→「あそぼーい!」と転用改造されている。
- キハ40形
  - 8000番台の1両 (8126) が配置されており[15]、保留車となっている[15]。
  - 運用区間は鹿児島本線（熊本 - 八代間）・三角線（全線）・肥薩線（八代 - 人吉 - 吉松間）の快速・普通列車であった。
  - 廃車となった8103含め、自動切替式液体変速機（コマツ製KTF3335A）を搭載しており、JR九州所属のキハ40系気動車のなかで異彩を放っている。また前照灯がLEDに交換されている。
  - 8102は2018年3月17日付で直方へ転出した後、2019年3月11日付で再び転入したが、2021年3月13日付で直方へ再度転出している[17]。
  - 8103は2023年10月26日付で廃車された[18]。
- キハ47形
  - 8000番台の2両 (8087, 8159) と、9000番台の2両 (9051, 9082) の計4両が配置されている[15]。
  - このうち、8159・9082の2両は観光特急「いさぶろう・しんぺい」仕様車、8087・9051の2両は同じく観光特急の「かわせみ やませみ」仕様車となっている。
  - 鹿児島本線・肥薩線（熊本 - 八代 - 人吉 - 吉松間。ただし、8087と9051は熊本 - 人吉間のみ）で運用される。
  - 2017年3月に8087（大分）と9051（直方）が転属してきた（代わりに、当センター所属だった3509・4510・8158の3両が2017年3月に大分へ、9049が同月に直方へ転属したが、3509・4510の2両は2018年3月17日付で大分から当センターに再転属、さらに同日付で8135が上記のキハ40 8102との交換により直方から転属している）。
  - 2019年3月に8129と9031が、同年6月に8076が、同年7月に9041が、それぞれ直方から転属してきた。
  - 2022年9月23日付で3509・4510・8076・8129・8135・9031・9041の7両が佐世保に転出した[14]。
- キハ147形
  - 0番台の3両（104 - 106）と、1000番台の1両 (1055) の計4両が配置されている[15]。
  - 三角線（全線）の普通列車で運用されている。
  - 2021年3月14日付で105・106・183・1055の4両が鹿児島から転属してきた[17]。
  - 0番台の3両 (59, 61, 183) は2023年10月から12月にかけて廃車された[18]。
- キハ200形
  - 0・1000番台 (13+1013, 14+1014) の2両編成2本と、100・1100番台 (101+1101, 102+1102) の2両編成2本、計8両が配置されている[15]。豊肥本線（熊本 - 宮地間）・三角線（全線）の普通列車で運用されている。
  - 14+1014は2021年3月13日付で佐世保車両センターから転属[17]しており、ハウステンボス塗装である。
  - 2022年9月23日付で13+1013が大分から転属している[14]。
- キハ220形
  - 200番台の4両 (206 - 209) が配置されている[15]。鹿児島本線（熊本 - 八代間）・肥薩線（八代 - 人吉 - 吉松間）・豊肥本線（熊本 - 宮地間）の普通列車で運用されている。
  - 2021年3月13日付で207・208の2両が佐世保から転属してきた[17]が、更にその後2022年9月23日にダイヤ改正が行われ、その際に大分から206・209が転属してきている[14]。
- BE220形
  - 1両（1）が配置されている[15]。
  - キハ220-1102を2023年10月31日付で改造し、多機能検測車とした[18]。
  - キハ220-1102は指宿枕崎線の快速「なのはなDX」仕様に改造されて鹿児島に所属していた車両で、2011年3月のダイヤ改正後に営業運転終了となり、同年6月4日から6日にかけて小倉総合車両センターへ回送され[19]、再改造を経て同年10月1日付で当センターへ転属配置されている。

#### 客車
- 50系客車
  - 「SL人吉」用に改造されたオハフ50形 (701, 702) 2両と、オハ50形 (701) 1両の計3両が配置されている[15]。同列車で運用されたほか、団体列車にも運用されている。
- マヤ34形客車
  - 2009の1両が配置されている[20]。軌道試験車で現役稼働しているのは同形式で唯一の車両である。

#### 機関車
- 8620形蒸気機関車
  - 58654号機が配置されている[21]。JR九州が保有する唯一の蒸気機関車。
  - 「SL人吉」の牽引機であったが、2024年3月25日付で使用休止となり[18]保留車となっている。以前は「SLあそBOY」として運転されていた。
  - 2024年9月2日に小倉工場へと回送。同年10月1日〜2日にかけて人吉駅へと輸送。11月18日より人吉駅前にて展示が開始された。
- DE10形ディーゼル機関車
  - 1000番台の4両 (1195, 1206, 1207, 1209) と、1500番台の3両 (1638, 1753, 1756) の計7両が配置されている[21]。1195は保留車である。レール輸送などの工事列車の牽引、車両基地内での入換作業に使用される。状況により、客車列車を牽引する運用がある（SL人吉の58654号機代走や、特別なトワイライトエクスプレスの九州内走行時、マヤ34形を連結しての軌道検測運用など）。
  - このうち、1195・1638は車番が銀色、その他の5両は車番が金色である。なお、全車両黒色塗装、手摺は金色塗装となっている。
  - 「ななつ星 in 九州」に関連し、編成最後尾に連結して牽引するティータイム列車運用や、博多 - 博多運転区間の回送運用等があるため、竹下駅横の博多運転区や大分車両センター、長崎駅などに常駐している車両がある。
- DD200形ディーゼル機関車
  - 701号機が配置されている[21]。DE10形と同じく車体は黒色塗装、手摺金色塗装となっている。

### 過去の所属車両

#### 気動車
- キハ28・58形気動車
  - 2018年4月1日時点ではキハ28形1両 (2401) と、キハ58形1両 (139) の計2両が配置されていた[22]。
  - 観光快速列車の「あそ1962」用に改造された車両で、2両固定編成を組んで運用されていたが2010年12月26日をもって運行を終了した。その後、臨時・団体列車での運行を経て保留車となり、2018年3月30日から31日にかけて小倉へ回送され、2019年1月16日付でキハ28 2401が、同月23日付でキハ58 139が、それぞれ廃車された。
- キハ31形
  - 6・9・10・11・17・22の6両が最後まで配置されていたが、2019年11月から12月にかけて廃車された。
  - かつては豊肥本線、肥薩線でも使用されていたが、晩年は三角線のみの運用に限定されていた。
- キハ140形
  - 2022年4月1日時点では2000番台の2両 (2040, 2125) が配置されていた。
  - 2125は観光特急「いさぶろう・しんぺい」仕様車となっていた（同じ観光特急の「かわせみ やませみ」との共通予備車）。
  - 運用区間はキハ140-2125が鹿児島本線・肥薩線（熊本 - 八代 - 人吉 - 吉松間）の限定運用、その他の車両はキハ40形同様鹿児島本線（熊本 - 八代間）・三角線（全線）・肥薩線（八代 - 人吉 - 吉松間）の快速・普通列車となっていた。
  - 2039は、2020年の令和2年7月豪雨の際に水没被害を受け保留車となった後、2021（令和3）年11月1日付で廃車され解体されている[23]。
  - 2125は「ふたつ星4047」へ転用するために改造され、2022年9月16日付けでキシ140 4047に改番。同時に佐世保車両センターへ転属した[14]。2040も同年9月23日のダイヤ改正にあわせて直方車両センターに転属[14]したため、配置がなくなった。

#### 客車
- 24系客車
  - 14系客車２４系と同じく寝台特急「さくら」と「みずほ」の基本編成を品川運転所から14系と同じく1986年11月1日のダイヤ改正で寝台特急「はやぶさ」「富士」の付属編成を品川運転所から、「なは」の付属編成を向日町運転所から移管する形で転入し、一部を除きすべて24系25形100番台であった。当初は付属編成のみであったが、「はやぶさ」西鹿児島乗り入れ廃止の1997年11月と「なは」西鹿児島乗り入れ廃止の2004年3月にかけて電源車を含む基本編成が鹿児島運転所から転入した。「はやぶさ」「富士」の14系化と「なは」の廃止により全車廃車となった。後、向日町運転所から14系15形の一部の車両を移管転入する形で寝台特急「さくら」と「みずほ」で使用を開始した。

#### 貨車
- チキ6000形貨車
  - チキ6245・6302の2両が配置されていたが、2019年4月に廃車された。レール輸送用長物車。（『八代駅常備』表記がされていた）

## 設備保全区所（保線・電気）
- 熊本工務センター（同一建物内に九州電気システム熊本支店がある。）
- 八代工務センター
- 玉名工務センター